# Dengizich
Dengizich was een van de zonen van Attila de Hun. Hij won de strijd om de troonopvolging na de dood van zijn oudste broer Ellac en werd opgevolgd door zijn jongere broer Ernakh.
Na de dood van Attila in 453 verbrokkelde de macht in de handen van zijn erven als koning der Hunnen. Ze werden belaagd door de Ostrogoten en de Gepiden en er braken opstanden uit onder de onderworpen stammen ten zuiden van de Donau. Ellac kwam om in de Slag aan de Nadao in 454 onder aanvoering van koning Ardaric. Volgens de 6e-eeuwse historicus Jordanes had Atilla meer om Ellac gegeven dan om zijn andere kinderen en was Ardaric eerder zijn trouwste bondgenoot.
In de volgende jaren trokken de overgebleven halfbroers zich terug tot de oevers van de Zwarte Zee. Omstreeks 458 werd Dengizich aangewezen als de nieuwe koning. Maar de Saragur, Unogur en andere Bulgaarse stammen sloten in 463 een alliantie met de Oost-Romeinse keizer Leo tegen de Hunse overheersing. Dengizich werd in 469 gedood in een veldslag onder commando van de Romeinse veldheer Anagastus. Het afgehakte hoofd van de Hun werd naar Constantinopel overgebracht en daar publiek tentoongesteld.
De Oost-Romeinse geschiedschrijver Priscus, die in 448 als diplomaat het hof van Atilla had bezocht, spelde Dengizich als Δεγγιζίχ in het Grieks. De Oud-Turkse naam heeft de betekenis "kleine zee" en houdt ook verband met de naam van Dzjengis Khan.